# Долгоруков Григорій Федорович
Долгоруков Григорій Федорович (7 жовтня 1657, Москва, Московське царство —  15 серпня 1723, Санкт-Петербург, Російська імперія) — князь, російський дипломат, сенатор. Брат дипломата Якова Долгорукова. 

## Біографія
Походив із старовинного дворянського князівського роду, син окольничого Федора Федоровича Долгорукова. Із 1668 року — стольник цариці Наталії Наришкіної. Із 1676 року — стольник царя Федора Олексійовича, із 1683 року — стольник царя Петра I. Капітан Преображенського полку, учасник Азовських походів, із 1698 року — намісник Ростовський. 
У 1701–1706, 1707–1712 і у 1715–1721 роках — посол Московського царства в Речі Посполитій. Нагороджений орденом Андрія Первозванного, а також польським орденом Білого Орла. У 1708 році в Глухові за наказом імператора Петра І проводив вибори гетьмана Лівобережної України Івана Скоропадського. Брав участь у бойових діях Північної війни на українських землях. Учасник Полтавської битви. 
Із 1721 року — у відставці. 
Мав трьох синів Олексія, Івана і Сергія та дочку Олександру. 